# Atractotomus griseolus
Atractotomus griseolus är en insektsart som först beskrevs av Reuter 1909.  Atractotomus griseolus ingår i släktet Atractotomus och familjen ängsskinnbaggar. Inga underarter finns listade i Catalogue of Life.